# زرمهر
زرمهر الفارسي (بالفارسية: زرمهر الفارسي) (توفي: 633م) وهو قائد ساساني فارسي من قادة الإمبراطورية الفارسية الساسانية، شارك في معاركهم ضد المسلمين، وقائد جموع الفرس ومن معهم من العرب في معركة الحصيد وقتل فيها على يد القعقاع بن عمرو التميمي وقتل في تلك المعركة مقتلة عظيمة من الفرس وأحلافهم من نصارى ربيعة وغنم منهم المسلمون الشيء الكثير وقال في تلك المعركة القعقاع بن عمرو مفتخراً: